# Amouzou Amouzou-Glikpa
Vous pouvez aider à l'améliorer ou bien discuter des problèmes sur sa page de discussion.
- Certaines de ses sources internet ne comportent pas l’adresse permettant de les consulter. Améliorez sa vérifiabilité en complétant les liens internet des sources citées. (Marqué depuis février 2025)

 (février 2025).
Amouzou Amouzou-Glikpa, né le 1er janvier 1960 à Sokodé au Togo, est un artiste sculpteur germano-togolais qui vit et travaille à Wuppertal.

## Biographie

### Formation
Amouzou Amouzou-Glikpa est le cinquième enfant d'une fratrie de onze enfants. Son père est vendeur dans une station-service et sa mère poissonnière à Sokodé. Après avoir étudié l'allemand et la littérature à l'université de Lomé, il étudie le chinois à Pékin de 1983 à 1984. Il étudie ensuite la sculpture à l'Académie centrale des beaux-arts de Chine, située à Pékin. De 1984 à 1989, il y prépare un master en suivant l'enseignement de Sheng Yang. Il part un temps travailler en Afrique, de 1990 à 1992, puis revient en Europe. En 1995, il suit les cours de l'Académie des beaux-arts de Düsseldorf dans la classe de Tony Cragg.

### Carrière
En 1996, Amouzou-Glikpa devient conférencier invité dans la classe du sculpteur tchèque Kurt Gebauer à l'école des arts appliqués de Prague. Il travaille ensuite comme assistant dans l'atelier de Tony Cragg à Wuppertal entre 1998 et 2001.
L'art d'Amouzou-Glikpa aborde la relation entre l'homme et la nature avec des références philosophiques, religieuses et évolutionnistes, tout en reflétant toujours la situation personnelle de l'artiste dans la diaspora. Il puise ses inspirations dans diverses cultures africaines, asiatiques et européennes, tout en faisant toujours ressortir ses origines ouest-africaines,. Ses sculptures, installations, images et performances sont fortement influencées par la tradition spirituelle du Togo et combinent entre autres des influences de la calligraphie d'Asie de l'Est et du vaudou. La figure humaine et son mouvement jouent un rôle important dans son oeuvre, tout comme les créatures hybrides (à tête de bélier par exemple), les cauris et les calebasses,.

## Expositions (sélection)

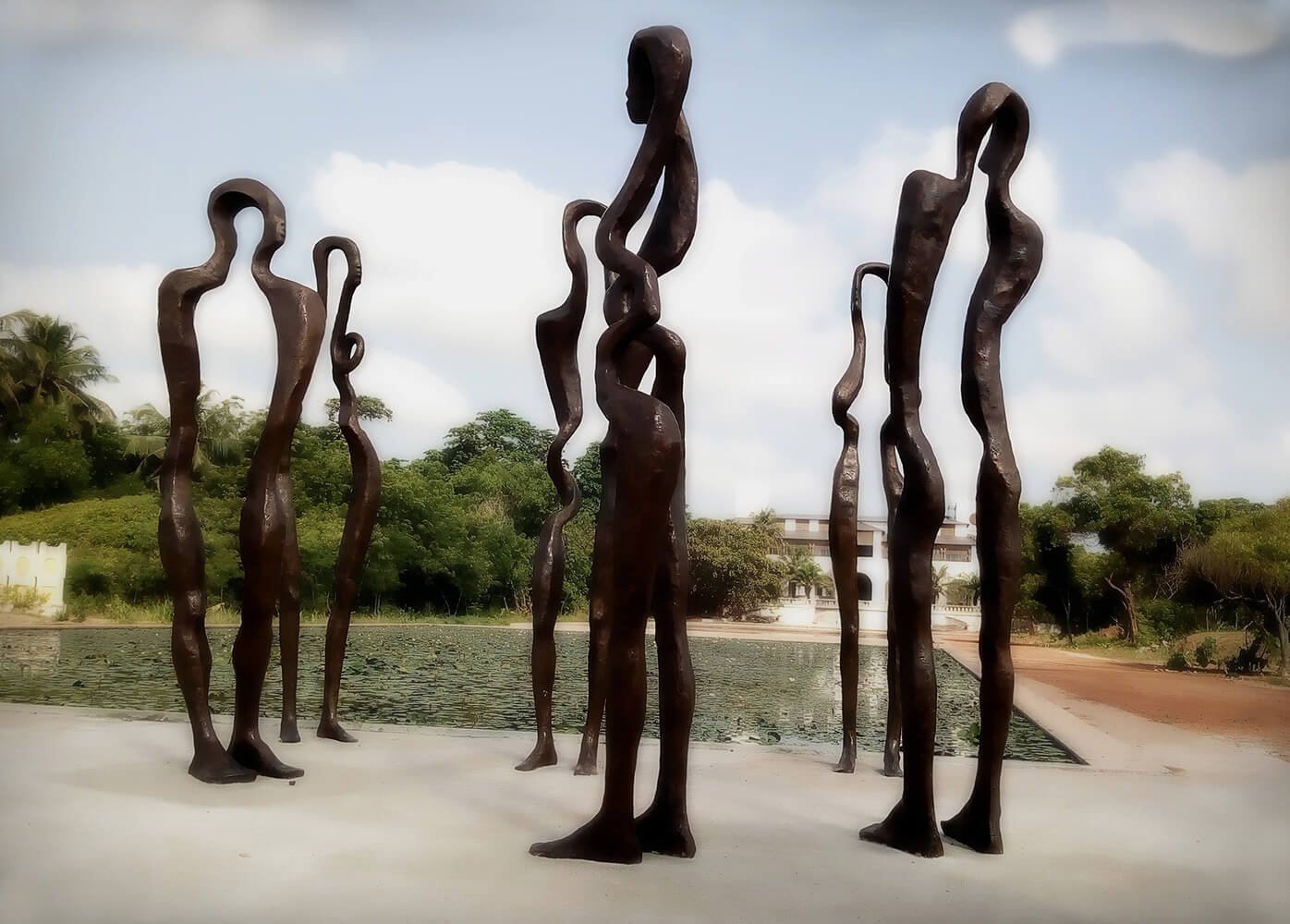
Groupe de sculptures en bronze « Les Togolais », Palais de Lomé, 2019

### Expositions personnelles
- 1991 : Amouzou, centre culturel américain de Lomé
- 1992 : Amouzou, musée national du Togo (palais des congrès)
- 1994 : Rheinpark, Duisbourg
- 1996 : Festival international des arts, Centro Cultural Banco do Brasil
- 2000-2001 : Musée de Rautenstrauch-Joest, Cologne[9]
- 2002 : Einewelt Haus, centre de radiodiffusion MDR Sachsen-Anhalt ; Galerie Grimm, Magdebourg ; Galerie municipale de Remscheid
- 2004 : Je me demande – Ich frage mich, société Peter Kowald, Wuppertal
- 2009 : Galerie Peter Herrmann, Berlin
- 2019 : Die Könige von Togo (les rois du Togo), Palais des congrès de Lomé

### Expositions collectives
- 1992 : Pédakondji. Afrikanisch-europäische Inspiration (Inspiration afro-européenne), Lomé
- 1993 : Pédakondji. Afrikanisch-europäische Inspiration, Museum Kunstpalast, Düsseldorf[10]
- 1994 : Avec le groupe d'artistes « Entani » au centre d'art d'Aichi, Nagoya
- 1996 : Centre communautaire De Markten, Bruxelles
- 1997 : Festival Afrikanissimo, Kunsthalle Barmen, Wuppertal
- 1998 : Musée Jinan et musée de cerfs-volants de Weifang, Chine
- 1999 : Jardin de sculptures Sürth, Cologne
- 2000 : L'art dans le monde, Pont Alexandre III, Paris
- 2001 : Er fliegt und fliegt (Il vole et vole) avec l'association artistique de Bad Salzdetfurth, château de Bodenburg
- 2003 : Avec le groupe d'artistes « Entani » au musée d'art de Meguro, Tokyo
- 2011 : Grenzenlos. Bilder – Skulpturen – Installationen, Aalen Art Association
- 2021 : Revue Noire, Les Abattoirs, Toulouse
- 2021 : Dancing the Self, landtag de Rhénanie-du-Nord-Westphalie, Düsseldorf[11]

## Récompenses
- 2001 : Prix de la fondation Ismail Çoban (de) dans la catégorie art et culture (jeunes artistes) pour la communication internationale[8]